# Barton Swing Aqueduct
Koordinaten: 53° 28′ 29,3″ N, 2° 21′ 7,6″ W

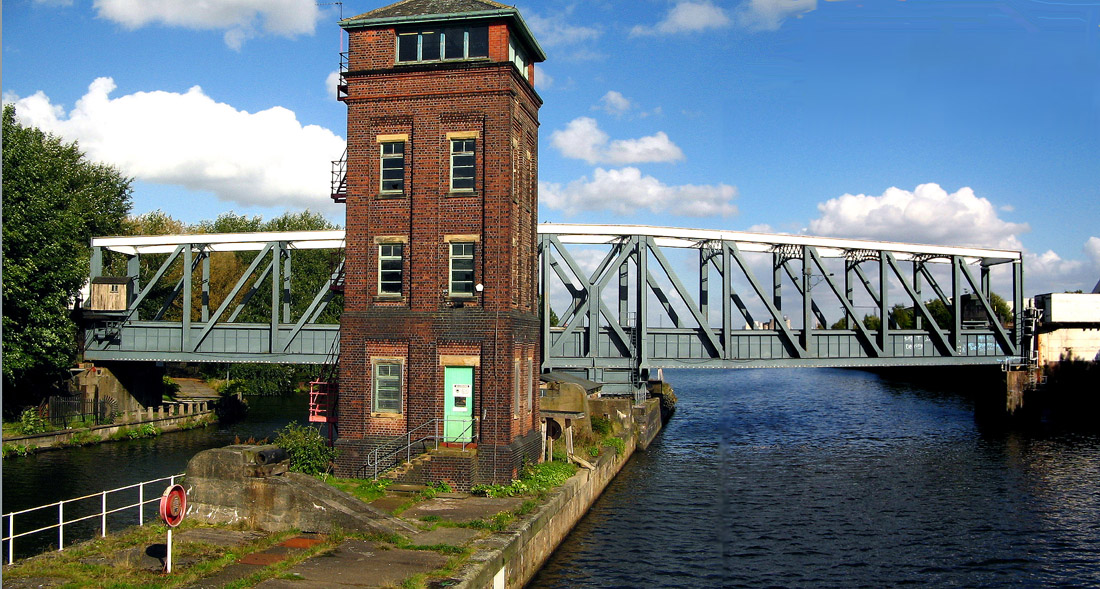
Barton Swing Aquädukt

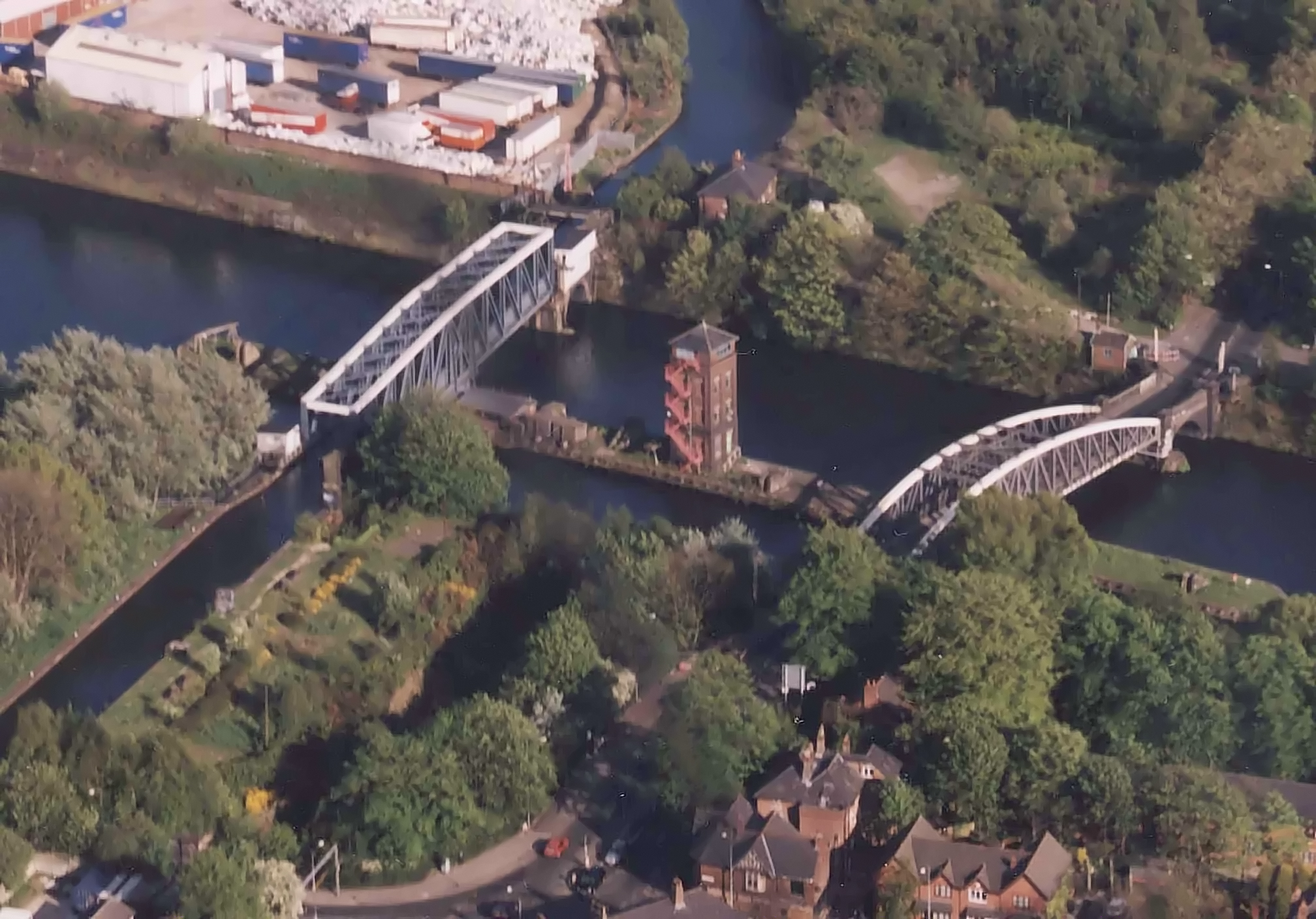
Der Barton Swing Aquädukt auf der linken und die Barton Road Swing Bridge auf der rechten Seite

Der Barton Swing Aqueduct ist eine bewegliche schiffbare Trogbrücke in Barton-upon-Irwell (City of Salford) in Greater Manchester, England. Die Brücke führt den Bridgewater-Kanal über den Manchester Ship Canal. Die Beweglichkeit der Brücke sorgt dafür, dass größere Schiffe auf dem Manchester Ship Canal fahren und Narrowboats den Bridgewater-Kanal weiterhin benutzen können. Der Aquädukt war nicht nur der erste, sondern blieb auch der einzig bewegliche in der Welt. Geplant von Sir Edward Leader Williams und gebaut von Andrew Handyside and Company wurde das Bauwerk 1894 eröffnet und ist bis heute regelmäßig in Benutzung.

## Geschichte
Der Barton Swing Aqueduct ersetzte den älteren Barton Aqueduct, der den Irwell überquerte. Dieser erste Aquädukt war aus Stein gebaut und von James Brindley entworfen worden. Er wurde 1761 eingeweiht.
Der Bau des Manchester Ship Canal machte einen Neubau erforderlich, da die Schiffe, die diesen Kanal befahren sollten, nicht unter dem alten Aquädukt hindurch gepasst hätten. Ein Plan, das Problem mit Schleusen zu lösen, wurde verworfen, da man darauf bedacht war, Wasser im Bridgewater Canal zu sparen.
Der neue Aquädukt wurde vom Ingenieur der Manchester Ship Canal Company  Edward Leader Williams entworfen und von Andrew Handyside gebaut. Das erste Boot konnte den neuen Aquädukt am 21. August 1893 passieren. Der reguläre Betrieb der Brücke wurde am 1. Januar 1894 aufgenommen. Der Aquädukt ist heute ein Grade-II* geschütztes Kulturdenkmal.

## Betrieb

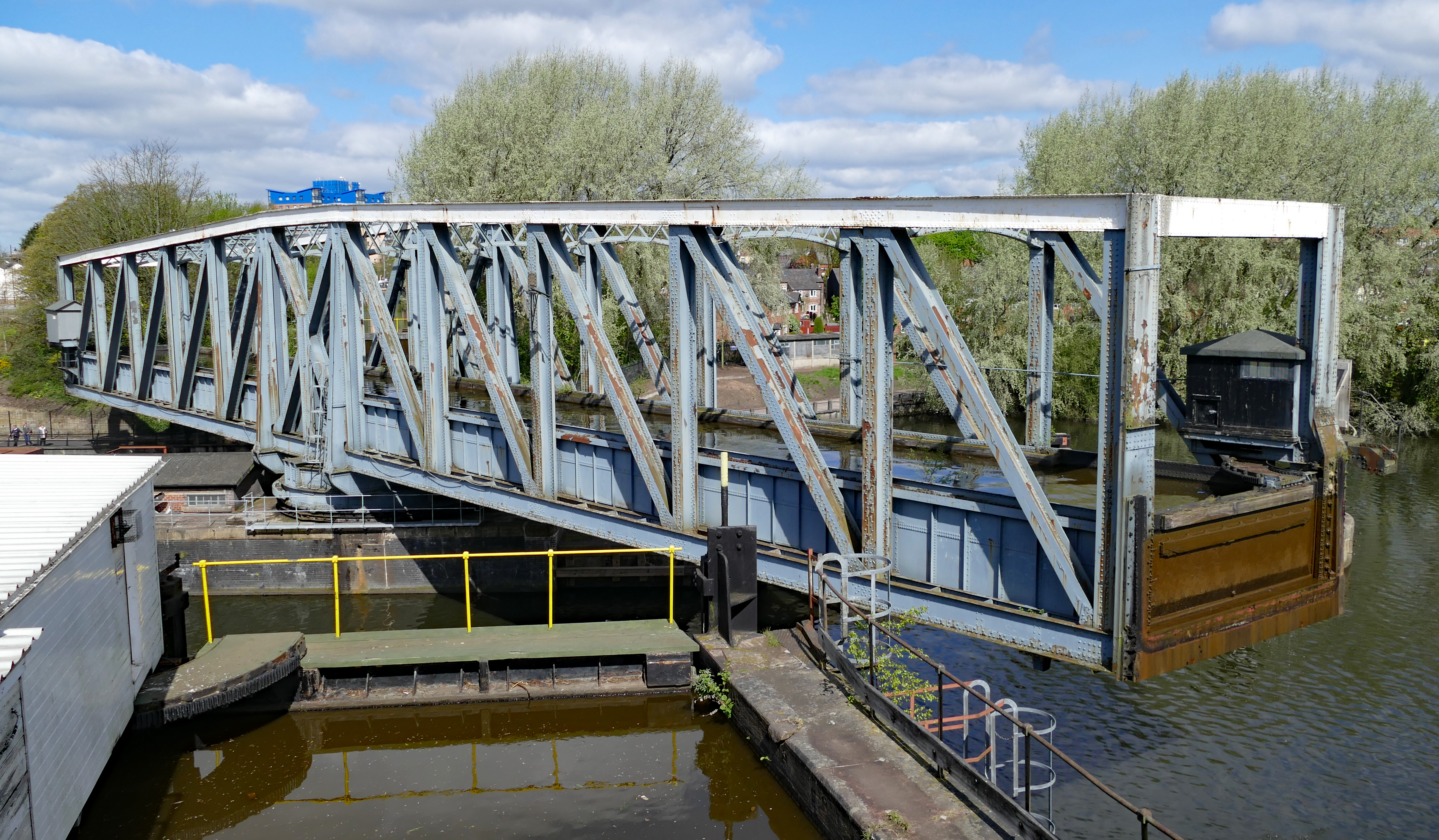
Der Barton Swing Aquädukt während des Drehvorgangs

Der Aquädukt ist eine Drehbrücke. In geschlossenem Zustand erlaubt die Brücke die Fahrt auf dem Bridgewater Canal. Wenn große Schiffe auf dem Manchester Ship Canal passieren, wird der 1450 Tonnen schwere und 100 m lange Trog um 90 Grad gedreht. Der Drehpunkt liegt auf einer kleinen speziell für diesen Zweck gebauten Insel im Manchester Ship Canal. Ein Tor an jedem Ende des Trogs hält 800 Tonnen Wasser im Trog und weitere Tore an beiden Seiten des Kanals verhindern dessen Auslaufen. Ursprünglich war ein Treidelpfad entlang der Brücke aufgehängt, dieser wurde aber aus Sicherheitsgründen demontiert.
In unmittelbarer Nähe des Aquädukts befindet sich die Barton Road Swing Bridge, die eine Straßenverbindung zwischen Trafford und Salford ermöglicht.
Beide Brücken werden von einem Turm auf der Insel im Kanal bewegt. Im geöffneten Zustand liegen beide Brücken parallel zu dieser Insel und ermöglichen es Schiffen, auf beiden Seiten der Insel zu passieren.